# آتش در فرهنگ ایران باستان
آتش یکی از عناصری است که نزد ایرانیان باستان بسیار مقدس و آن را نوری از اهورامزدا می‌دانستند. همین‌طور که کعبه قبله گاه و نمادی از خدا برای مسلمانان است، اما یکتا پرستی می‌کنند ، آتش هم نماد نور ایزدی می‌باشد. آتش در اوستا به صورت آتَرش یا آیر در پهلوی آتور یا آتخش یا آتش و در فارسی آذر یا آثش آمده‌است. فرشته نگهبان آتش در پهلوی آتوریَزت و در فارسی آذرایزد نامیده می‌شود. آتش به سبب اهمیت و فوایدی که داشته بسیار محترم شمرده می‌شده و ایرانیان هیچگاه آن را آلوده نمی کردند و همچنین برای اینکه ناچار نباشند برای روشن کردن دوباره آتش رنج ببرند آتشی را که همیشه روشن بوده را در محلی به نام آتشکده نگهداری می کردند و روی آن چوب های خوشبو می ریختند . در دین مزدیسنا آتش نشانه‌ای از پاکی و راستی و اردیبهشت(  اشاوهیشتا ) نگاهبان اوست. در ایران باستان پیدایش آتش از دو قطعه سنگ به زمان هوشنگ پیشدادی نسبت داده شده که بازماندهٔ آن جشن سده است که هنوز برقراری آن بین زرتشتیان و دیگر اقوام رواج دارد.

## تاریخچه
بزرگداشت و نیایش آتش از زمان‌های بسیار باستان میان آریاییان وجود داشته‌است. آریاییان عقیده داشتند که آتش اساس و جوهر زندگی و هستی بوده و چنین می‌پنداشتند که میان آتش و نبات رابطه‌ای وجود داشته‌است. همچنین می‌انگاشتند که میان آتش و روح نیاکان ارتباط و نزدیکی موجودبوده و به همین سبب است که دانشمندان نظر می‌دهند آتش‌پرستی و نیاپرستی از دوره‌های کهن با هم ارتباط داشته‌اند. آنچنانکه می‌نویسند چون بزرگ خانواده‌ای می‌مرد او را در صحن آتشگاه خانوادگی دفن می‌کردند و آتش مقدس بر گور او می‌افروختند و چنین عقیده داشتند که همانسان که آتش در زمان حیات نگاهبان خانواده است، پس از مرگ نیز از ارواح مردگان پشتیبانی می‌کند. بازماندهٔ این رسم در میان ایرانیان در دوره‌های بعد به صورت برافروختن شمع یا چراغ بر گور مردگان درآمده و هنوز این مراسم متداول است.

## گزارش مورخین یونانی
مورخین یونانی دربارهٔ توجهٔ پارسها به خدایانی همچون خورشید، ماه، زمین، آب، آتش اشاراتی دارند. از جمله استرابون آورده‌است که 

پارسیان به شیوه‌های گوناگونی قربانی به آتش و آب تقدیم می‌کنند به خصوص روی آتش چوب‌های خشک بدون پوست گذاشته آنگاه تکه‌های گوشت انتخاب شده را روی چوب‌ها قرار می‌دادند سپس آتش افروخته و پیوسته او را فروزان نگاه می‌داشتند کسانی که به آتش بی‌حرمتی می‌کردند او را می‌کشتند.
 مورخ دیگر کورتیوس می‌نویسد که ایرانیان برابر آتش و به این عنصر مقدس سوگند یاد می‌کنند و چنین سوگندهایی دارای اهمیت بسیار بوده‌است.